# Sportcentrum De Kooi
Sportcentrum De Kooi is een sportcentrum in de Gelderse plaats Bemmel, gemeente Lingewaard. De hal wordt gebruikt door de basketbalteams Yoast United en Batouwe Basketball, respectievelijk uitkomend in de BNXT League en de Promotiedivisie. De hal biedt plaats aan maximaal 1.200 toeschouwers. Naast het basketbal worden er ook (tafel)tennis- en padelwedstrijden gespeeld.